# Luisa Landová-Štychová
Luisa Landová-Štychová, též Louisa Landová-Štychová, rozená Aloisie Vorlíčková (31. leden 1885 Ratboř – 31. srpen 1969 Praha), byla česká novinářka, popularizátorka vědy a průkopnice feminismu a politička. Zasedala v československém parlamentu jako poslankyně za Československou stranu národně socialistickou, později za Socialistické sjednocení a Komunistickou stranu Československa.

## Život

### Mládí a anarchistická léta
Narodila se jako Aloisie Vorlíčková v rodině majitele koloniálu a pekařství. V mládí se dostala do konfliktu s otcem, když odmítla v Ratboři převzít jeho obchod a místo toho vstoupila plně do víru dělnického hnutí. Mění si jméno na Landová (což bylo rodné jméno její babičky), seznamuje se s anarchistickým hnutím a v něm též s Ing. Jaroslavem Štychem (1881–1941), s nímž po svatbě v roce 1912 sdílela nejen názory a osudy politické, ale i zájem o astronomii.
Politicky na sebe poprvé upozornila v září 1907 účastí na antimilitaristických protestech českých anarchistů. Vstupuje do České anarchistické federace, ale více známou se stala až po roce 1912, kdy vystupuje s na svou dobu radikálně feministickými názory. Na jedné takové přednášce (na téma Manželství, rodina a volná láska) kritizovala rodinu jako oporu kapitálu, militarismu a klerikalismu. Ač sama vdaná, považovala manželství za projev soukromého vlastnictví, kritizovala rovněž postavení ženy v domácnosti. Byla tak vlastně první, kdo v českém anarchistickém hnutí nadhodila ženskou otázku. Její tehdejší názory může považovat za prehistorii anarchofeminismu.
V roce 1913 zakládá s manželem Svaz socialistických monistů, ateistickou organizaci napojenou na sociální demokracii. Jejím předsedou byl filozof F. V. Krejčí. Spolek neměl dlouhého trvání. Za první světové války byl zakázán, nicméně jeho činnost prakticky nadále pokračovala ve spolku Sdružení dělnických abstinentů a poté v Astronomickém kroužku.
Ideové tříbení v anarchistickém hnutí dospělo až k pokusu o založení politické strany. Část anarchistů si uvědomovala dosavadní omezené možnosti politického boje. Z podnětu Bohuslava Vrbenského byla proto v dubnu 1914 založena Federace českých anarchokomunistů, v němž se výrazně angažovala také Landová-Štychová.
Slibný vývoj narušila válka. Někteří anarchisté byli uvězněni (Václav Draxl na 10 let), jiní museli narukovat na vojnu (Bohuslav Vrbenský, Stanislav Kostka Neumann), další, mezi nimi manželé Štychovi, byli dáni pod policejní dohled.
Nicméně Astronomický kroužek navázal skrze J. Štycha spojení s Maffií a další aktivita anarchistů na sebe nenechala dlouho čekat. V květnu 1917 vytvořil Astronomický kroužek důvěrnický sbor, záhy přeměněný na dělnickou radu, kde se sešli anarchisté se sociálními demokraty i národními sociály. Za anarchokomunisty byla jedou z mluvčích také Landová-Štychová.

### Spolupráce s národními socialisty a role Landové-Štychové v událostech roku 1918
Po návratu Vrbenského v lednu 1918 z internace se spolupráce s národními socialisty ještě prohloubila. Na anarchokomunistické konferenci 3. února 1918 v Duchcově padlo rozhodnutí o úplném sloučení s touto stranou. Jednáním s národními socialisty byla pověřena mimo jiné také Landová-Štychová. Ke spojení došlo na sjezdu 30. března – 1. dubna 1918. Pro anarchokomunisty byly v České socialistické straně (ČSS) (jak se národně sociální strana přejmenovala) rezervovány tři posty ve výkonném výboru.
Landová-Štychová se zapojila jako členka výboru Socialistické rady do přípravy generální stávky 14. října 1918. Původně mělo jít o pouhou demonstraci proti vývozu potravin, ale díky akčnímu výboru (za ČSS zde byli Landová-Štychová, Emil Franke a Jiří Stříbrný, který upravil prohlášení koncipované Františkem Soukupem se stávka změnila v masový projev touhy po nezávislosti. Na návrh Landové-Štychové se v prohlášení otevřeně mluvilo o Republice československé – jednalo se o první proklamaci Československa jako republiky.

### Poslankyní Československé socialistické strany
V letech 1918–1920 zasedala za československé socialisty (pozdější národní socialisté) v Revolučním národním shromáždění, kam se dostali dva zástupci bývalých anarchokomunistů – Theodor Bartošek a Luisa Landová-Štychová. V parlamentních volbách v roce 1920 mandát obhájila, přičemž po těchto volbách k této skupině bývalých anarchokomunistů přibyli Bohuslav Vrbenský a Václav Draxl. Vrbenský krom toho zastával v Kramářově vládě post ministra zásobování.
V tomto volebním období proslula především jako navrhovatelka zákona na zrušení potratových paragrafů z roku 1852. Přitom se dostala do polemiky s MUDr. Annou Honzákovou, která v tisku jako lékařka její návrh nepodpořila.
Kromě toho se podílela na vzniku Masarykovy ligy proti tuberkulóze, krátce působila jako jeden z místorpředsedů ligy.
Zpočátku se cítili bývalí anarchokomunisté v ČSS dobře. Strana pod jejich vlivem zradikalizovala svůj program, přihlásila se k socialismu, neodmítala revoluční cestu a utlumila svůj předchozí nacionalismus a antisemitismus. Landová-Štychová v té době usilovala o přijetí nového zákona, legalizujícího potraty. Zákon však neprošel a vzbudil v konzervativních vrstvách společnosti značnou nevoli.
Rozpory však brzy vypluly na povrch. Sama Landová-Štychová se vyjádřila, že je „obětí psát do Českého Slova“, které bylo dle názoru anarchistů měšťáckým a protisocialistickým listem.
Mezi starými národními socialisty a anarchokomunistickým křídlem se lišily názory o socialistické revoluci, o přístupu k sovětskému Rusku i o spolupráci s dalšími českými socialistickými stranami. Landová-Štychová hájila úzkou spolupráci se soc. dem. levicí a veřejně dávala nejvíce najevo obdiv k ruské revoluci. Proto ji také rozhořčil postup státních orgánů ke generální stávce v prosinci 1920.
Landová-Štychová, stejně jako ostatní bývalí anarchokomunisté odmítla snahu strany o revizi programu z roku 1918 a dokonce k návratu k původnímu názvu (národní socialisté). Radikální postoj s ní sdílela zejména čs. soc. mládež. Nakonec se podařilo úsilí vedení strany zvrátit. V programové komisi k IX. sjezdu ČSS zasedla jak Landová-Štychová, tak též Bohuslav Vrbenský.
Rozpory však existovaly i uvnitř anarchokomunistického křídla – hlavně v otázce, do jaké míry se hlásit či nehlásit k sovětskému Rusku a III. internacionále. Landová-Štychová se v té době už prakticky s ruskou revolucí ztotožnila. Rozhodný konflikt v ČSS byl jen otázkou času.

### Luisa Landová-Štychová a vyloučení Vrbenského frakce ze strany v roce 1923
Velkou pozornost veřejnosti vzbudilo vytvoření Přípravného výboru proletářské jednoty pro Velkou Prahu a Rady nezaměstnaných. Vytvořili ji komunisté a sociální demokraté, přidala se k nim ovšem také Landová-Štychová, která dokonce 14. listopadu 1922 vedla deputaci Rady nezaměstnaných na pražskou radnici. Vedení ČSS jednání Landové-Štychové odsoudilo (nežádala je totiž o svolení předem, ale až dodatečně). Dalo jí ultimátum – buď opustí Přípravný výbor, nebo stranu. Landová-Štychová se podrobila, pozice anarchokomunistů v ČSS slábly.
Úplný rozchod se stranou nadešel o několik měsíců později. Během hlasování o zákonu na ochranu republiky dne 7. března 1923 pro něj zvedli ruku všichni poslanci ČSS kromě čtyř bývalých anarchokomunistů. Všichni byli vzápětí vyloučeni ze strany – Landové-Štychové a Vrbenskému bylo mimo jiné vytýkáno svolávání schůzek opozičníků po bytech. Tato skupina pak posléze přestoupila do nové politické formace nazvané Socialistické sjednocení. V červnu 1923 byli všichni zbaveni poslaneckých mandátů. Poslanecké křeslo po Landové-Štychové získal Jan Záhorský.

### Na křižovatce. Léta 1923–1925
Vyloučení anarchokomunisté utvořili Nezávislou socialistickou stranu dělnickou (NZS). Navázali úzkou spolupráci s Neodvislou radikální socialistickou stranou a posléze utvořili Socialistické sjednocení, které se ale už na svém I. sjezdu v roce 1924 rozpadlo.
Landová-Štychová stála i v NZS na levém křídle, opírajíc se o mládežnické hnutí a skauty (byla ostatně náčelnicí Skautek-socialistek). Usilovala o úzkou spolupráci s KSČ a blízká jí byla i
Komunistická internacionála. V květnu 1923 byla delegátkou na sjezdu II. internacionály (propagovala tu spojení s III. internacionálou), v září 1923 se v obecních volbách dostal Bohuslav Vrbenský do pražského zastupitelstva, brzy však přenechal funkci Landové-Štychové, která tu hospitovala v klubu KSČ. Vrátila se také do Rady nezaměstnaných a stala se funkcionářkou Mezinárodní dělnické pomoci.
V červnu 1925 byli nezávislí socialisté po delší spolupráci během oslav MDŽ, 1. máje atp. přijati do KSČ. O přijetí rozhodl definitivně 3. sjezd KSČ v září 1925. Žádost podepsala též Landová-Štychová jako I. místopředsedkyně, která už delší dobu prosazovala sloučení asi nejdůrazněji. Členkou KSČ zůstala až do smrti.

### Komunistická poslankyně a spolková činitelka
V letech 1925–1929 byla Landová-Štychová poslankyní parlamentu za komunistickou stranu. Ve třicátých letech figurovala v mnoha komunistických spolcích (a spolcích pod komunistickým vlivem). Byla členkou Svazu proletářských bezvěrců, místopředsedkyní (v letech 1928–1931) Mezinárodní dělnické pomoci (předsedou byl Zdeněk Nejedlý), předsedkyní Rudé pomoci. Po zákazu jak dělnické, tak rudé pomoci (1932) pracovala v nástupnickém spolku Vzájemnost (zal. 1936), který nahradil Mezinárodní dělnickou pomoc, a Solidarita (zal. 1935).
Vystupovala jako aktivní anfifašistka, pomáhala německým levicovým emigrantům, kteří našli azyl v Československu, zvláště coby místopředsedkyně Antifašistického výboru (předsedou byl opět Zdeněk Nejedlý). Iniciovala též zakládání výborů pro pomoc španělským antifašistům během občanské války.

### Závěr života
Po roce 1945 politická činnost Landové-Štychové ustupuje do pozadí. Zato však vzrostla její aktivita v Československé astronomické společnosti, u jejíž kolébky kdysi stála spolu se svým manželem, Ing. Jaroslavem Štychem. Již ve dvacátých letech se manželé Štychovi zasazovali za postavení Štefánikovy hvězdárny na Petříně. Po květnové revoluci v roce 1945 se Luisa Landová-Štychová stala místopředsedkyní výboru Československé astronomické společnosti a po ustavení Československé astronomomické společnosti při ČSAV v roce 1959 byla jmenována její čestnou členkou. Dlouhá léta byla členkou redakční rady časopisu Říše hvězd, a když v době restrikce časopisů v padesátých letech měl být zastaven i tento jediný český astronomický časopis, pomohla svojí autoritou k jeho udržení.
Luisa Landová-Štychová vycházela z marxistických pozic a astronomii považovala za jeden ze základních kamenů tzv. vědeckého světového názoru. Stala se vášnivou propagátorkou popularizace astronomie v různých společenských organizacích, kde většinou zastávala významné funkce; od r. 1952 byla místopředsedkyní Československé společnosti pro šíření politických a vědeckých znalostí.

## Ocenění
- 1950 – Cena Františka Nušla na rok 1949[18] [pozn. 1]
- 1954 – Řád práce[20]
- 1960 – Řád republiky[21]
- V Ratboři jí pět let po smrti odhalili pamětní desku na rodném domku (slavnost se konala 27. dubna). Obecní zastupitelstvo po ní pojmenovalo náves (v roce 1991 přejmenovanou na Komenského).[22]

### Publicistická činnost
Landová-Štychová přispívala už od mládí do anarchistického tisku (Zádruha, po válce Červen vydávaný S.K.Neumannem), poté do Českého slova, později do tisku komunistického. Krom toho je autorkou několika brožur, z nichž některé prezentující její názory na ženskou otázku. (Sociálně revoluční význam 14. října 1918, Žena v manželství. Právní postavení čsl. občanek v manželství podle dosud plat. občan. zákonů rakouských, 1923), Výchova dětí v bezvěrecké rodině 1947, Astronomie v boji s Vatikánem 1951 aj.)

## Citace
Národně demokratické listy mně vytýkají, že na svých schůzích mluvím o Rusku sympaticky, že s úctou mluvím o Leninovi. Ano, poněvadž jsem hrdá na to, že to byl slovanský člověk, který měl odvahu přejít od slov k činům… Mám úctu k těm 70 000 školám, které sovětské Rusko během jednoho roku postavilo, aby dalo lidu vzdělání. Mám úctu k tomu sovětskému Rusku, které dalo zařídit carské a knížecí paláce pro proletářské rodičky. (České slovo 5. 1. 1920)

Socialismus není pro mne volebním heslem. Angažovala jsem se pro jednotnou frontu již před převratem a zůstala jsem věrna této myšlence. Nezáleží na tom, budeme-li nazváni zrádci nebo poražení. Půjdou po nás jiní, kteří jednotnou frontu uskuteční. (17. 11. 1922 při jednání Československé socialistické strany)